# Blattidae
Blattidae zijn een familie van insecten die behoort tot de kakkerlakken (Blattodea). Het is een bekende familie omdat enkele soorten wereldwijd voorkomen en beschouwd worden als plaaginsect. Voorbeelden zijn de Amerikaanse kakkerlak (Peripleneta americana) en de Duitse kakkerlak (Blatta germanica).

## Kenmerken
Hun lichaam kan bruin, roodbruin of bruinzwart zijn met een lengte tussen 2 en 4,5 cm.

## Leefwijze
Deze nachtactieve dieren kunnen hard lopen en vliegen en voeden zich met afval. Sommige soorten produceren huidirriterende afweerstoffen.

## Voortplanting
Vrouwtje zijn in staat om ten minste 50 eizakjes te produceren met elk 12 tot 14 eieren, die worden afgezet op geheime locaties.

## Verspreiding en leefgebied
Deze familie komt vooral voor in warme gebieden in pakhuizen, riolen en stortplaatsen.

## In Nederland waargenomen soorten
- Genus: Blatta
  - Blatta orientalis - (Bakkerstor)
- Genus: Periplaneta
  - Periplaneta americana - (Amerikaanse kakkerlak)
  - Periplaneta australasiae - (Australische kakkerlak)
  - Periplaneta brunnea - (Bruine kakkerlak)